# Elatostema oxyodontum
Elatostema oxyodontum är en nässelväxtart som beskrevs av Wen Tsai Wang. Elatostema oxyodontum ingår i släktet Elatostema och familjen nässelväxter. Inga underarter finns listade i Catalogue of Life.